# Phyllobrotica circumdata
Phyllobrotica circumdata es una especie de insecto coleóptero de la familia Chrysomelidae. Fue descrita en 1824 por Say.
Se encuentra en Norteamérica. Su planta huésped es Scutellaria spp. (Lamiaceae).